# Шарков, Артём Владимирович
Артём Влади́мирович Шарко́в (укр. Артем Володимирович Шарков; 1981, Порозок) — украинский военнослужащий, подполковник, участник российско-украинской войны. Герой Украины (2023).

## Биография
Родился в 1981 году в селе Порозок Сумской области. Окончил Славгородскую среднюю школу и Харьковский военный университет. С 2003 года служит в Вооружённых силах Украины.
С 2014 года принимал участие в боевых действиях на востоке Украины. С начала полномасштабного вторжения России в Украину в 2022 году активно участвует в обороне страны.

## Награды
- Звание «Герой Украины» с удостоением ордена «Золотая Звезда» (23 февраля 2023) — за личное мужество и героизм, проявленные в защите государственного суверенитета и территориальной целостности Украины, верность военной присяге[1].